# Oxyptilus orichalcias
Oxyptilus orichalcias is een vlinder uit de familie vedermotten (Pterophoridae). De wetenschappelijke naam van deze soort is voor het eerst geldig gepubliceerd in 1916 door Meyrick.
De soort komt voor in tropisch Afrika.